# Miklós Pálffy de Erdőd (1710-1773)
Miklós Pálffy de Erdőd, in tedesco Nikolaus von Pálffy de Erdőd o Nikolaus VIII (Vienna, 4 settembre 1710 – Vienna, 6 febbraio 1773), è stato un nobile e politico ungherese.

## Biografia
Figlio del colonnello Lipót I Pálffy de Erdőd (14 dicembre 1681 - 27 marzo 1720) e di sua moglie, la contessa Maria Antonia Ratuit de Souches (13 gennaio 1683 - 18 agosto 1750), Miklós nacque a Vienna nel 1710. Suo padre premorì a suo nonno, il conte Miklós ed alla morte del conte, nel 1732, il giovane Miklós venne chiamato a succedergli come capo della casata.
Visse un'infanzia felice coronata da alcuni successi personali: nel 1732 suo nonno gli lasciò in eredità la tenuta di Marchegg, mentre da suo zio János Pálffy († 1751), ereditò altri terreni.
Nel 1745 divenne consigliere privato dell'imperatrice Maria Teresa che il 14 marzo 1758 lo prescelse come cancelliere della corte ungherese, concedendogli l'ordine del Toson d'oro il 13 novembre 1759 (n. 751). Ospitò la coppia imperiale al castello di Marchegg per una battuta di caccia; Francesco I aveva insistito per incontrarsi col Pálffy data l'irrequietezza manifestata all'epoca dall'Ungheria che minacciava di volersi staccare dall'impero con una secessione. La Dieta del 1764 rifiutò i piani di Maria Teresa la quale per tutta risposta, dopo la morte del conte palatino Lajos Batthyány, non ne aveva più nominato uno nuovo. Le entrate fiscali non migliorarono negli anni successivi e l'amministrazione statale si presentava inadeguata agli standard dell'impero. Nell'aprile del 1765, Miklós venne nominato judex curiae d'Ungheria. Il 22 agosto 1767 il conte ricevette la Gran Croce dell'Ordine di Santo Stefano .
Il pittore Johann Christian Brand lavorò per lui a Presburgo dal 1751 al 1756.

## Matrimonio e figli

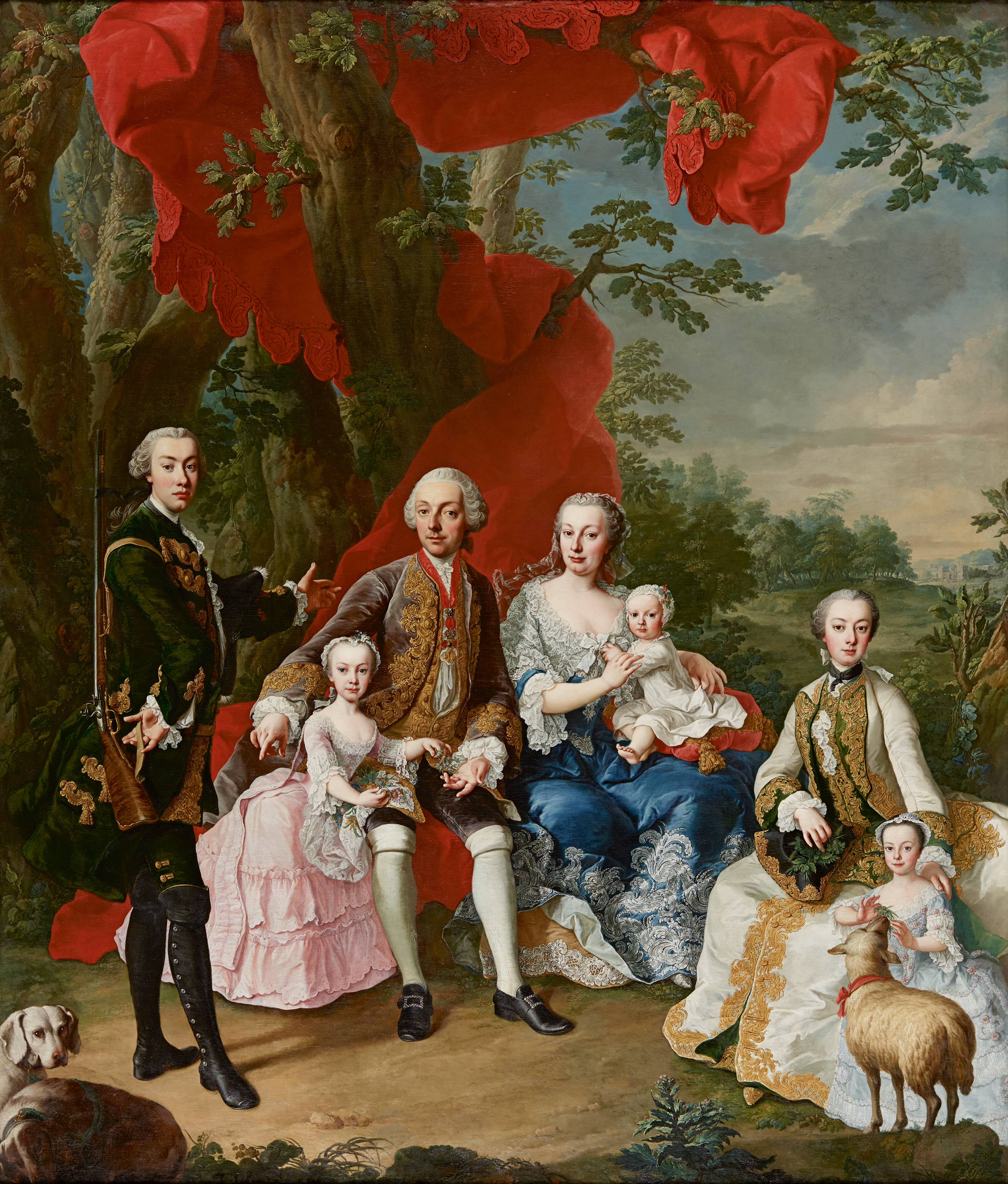
La famiglia del conte Pálffy de Erdőd dipinta da Martin van Meytens nel 1760

Il 12 gennaio 1733 Miklós Pálffy sposò la contessa Maria Anna Sidonia von Althann (11 maggio 1715 – 4 ottobre 1790), figlia del conte Johann Michael von Althann (1679–1722). La coppia ebbe i figli:
- Maria Antonine Josepha Johanne (22 novembre 1733-8 marzo 1806), sposò il marchese Franz de Los Rios (19 giugno 1772), feldmaresciallo luogotenente
- Károly József (1 ottobre 1735 - 28 maggio 1816), principe Pálffy de Erdőd, sposò nel 1763 la principessa Maria Teresa Anna del Liechtenstein (1 settembre 1741 - 30 giugno 1766)
- Maria Anna Josepha Franziska de Paula (28 dicembre 1747 - 3 giugno 1799), sposò nel 1771 il conte János Esterházy de Galántha (6 giugno 1748; † 25 febbraio 1800)
- Theresia Josepha Christina Franziska de Paula (25 maggio 1749-31 maggio 1749)
- Josepha Franziska de Paula Sabine Johanna (28 ottobre 1750-14 giugno 1753)
- Pavel Johann Joseph Franz Benedikt Nepomuk Johannes (10 marzo 1752-25 marzo 1752)
- Franziska Seraphina Maria Johanne Josepha Franziska de Paula (23 ottobre 1753 - 2 luglio 1778), sposò nel 1777 il principe Ludwig von Batthyány-Strattmann (11 gennaio 1753 - 15 luglio 1806)
- Maria Theresian Johanne Josepha Franziska de Paula Maria Anna (12 gennaio 1760 - 3 maggio 1833), sposò nel 1777 il conte Stephan von Zichy-Vásonkeő (14 luglio 1757 - 30 giugno 1841)